# سيلينة عربية
السيلينة العربية أو أبو دهينة أو اللصيق (باللاتينية: Silene arabica) نوع نباتي يتبع جنس السيلينة من الفصيلة القرنفلية.

## الموئل والانتشار
موطنها الجزيرة العربية والمشرق العربي ووادي النيل.

## مرادفات للاسم العلمي
- (باللاتينية: Silene affinis Boiss.)
- (باللاتينية: Silene affinis Godr.)
- (باللاتينية: Silene nabathaea Gomb. & A. Camus)